# Dharug
Dharug (též darug, eora, iyora nebo Sydney language) je australský domorodý jazyk, kterým mluvili austrálské kmeny Darugů a Eorů v oblasti největšího australského města Sydney a jeho okolí. Řadí se pod velkou jazykovou rodinu pama-nyunganských jazyků (kam patří většina australských domorodých jazyků), v rámci kterých se řadí pod yuin-kurické jazyky. Jazyk zcela vymřel na začátku 20. století, od 90. let 20. století ale probíhají programy na obnovu jazyka. Jazyk měl dva hlavní dialekty: dharug a iyora. Tyto dialekty jsou někdy považovány za samostatné jazyky.
Z jazyka dharug převzala angličtina (a poté i čeština) mnoho slov, z jazyka dharug pochází například slova dingo, koala, vombat nebo bumerang.

## Historie
Kmeny Eorů a Darugů žili v této části Austrálie tisíce let. Velká část z nich ale zemřela po epidemiích nemocí dovezených britskými kolonisty v 18. století, s čímž se logicky snížil i počet mluvčích jazyka dharug. První britské záznamy o jazyce pochází z roku 1791. Angličtina také převzala z jazyka mnoho slov. V 19. století postupně jazyk dharug začal nahrazovat anglický pidžin. Kolem roku 1875 zbývala již hrstka mluvčích, na začátku 20. století poté vymřel úplně. O několik desetiletí později ale vznikly programy na obnovu jazyka a několik málo potomků Darugů a Eorů se jazyk znovu naučilo.

## Ukázka
Tři věty v jazyce dharug a český překlad:
- Diam o waw? (Kde jsi?)
- Diam o diam o. (Jsem tady.)
- Píyibaouwi dana. (Porazí mě.)